# Isabella Plains
Isabella Plains az ausztrál főváros, Canberra egyik elővárosa Tuggeranong kerületben.  A 2006-os népszámlálás alapján 4317 fő lakik itt. 
Isabella Plains városa közvetlenül Isabella Maria Brisbane után kapta nevét, aki Thomas Brisbane lánya volt, aki a gyarmati időkben Új-Dél-Wales gyarmat kormányzója volt, mikor a területet az első telepesek elkezdték felderíteni 1823-ban. A külváros utcáit Új-Dél-Wales kistérségeiről nevezték el. A település közel fekszik Monashhoz, Bonythonhoz, Richardsonhoz és Calwellhez. A várost közvetlenül az Isabella Drive, a Drakeford Drive, a Johnson Drive és az Ashley Drive határolja. Az elővárosban található több kisebb bolt, a MacKillop Catholic College, az Isabella Plains Primary School, és a Tuggeranong automata időjárásállomás.
A település utcái megtekinthetők a Google Street View (Utcakép) szolgáltatással.

## Fontosabb helyek
Iskolák
- Állami:
- Isabella Plains Primary School,
- Isabella Plains Pre-school

Egyházi:
- MacKillop Catholic College

Templomok
Brindabella Baptista templom,

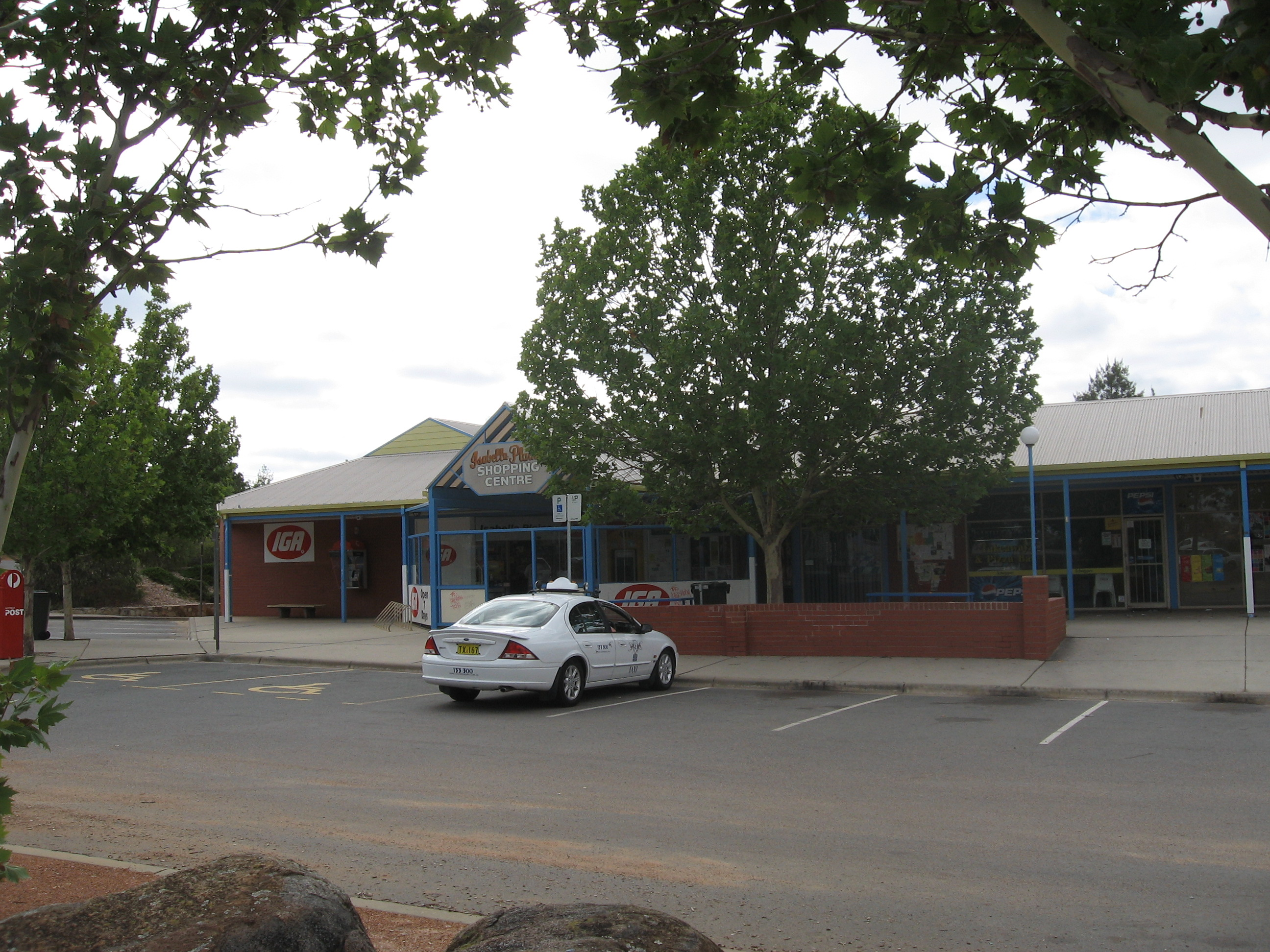
Isabella Plains boltjai

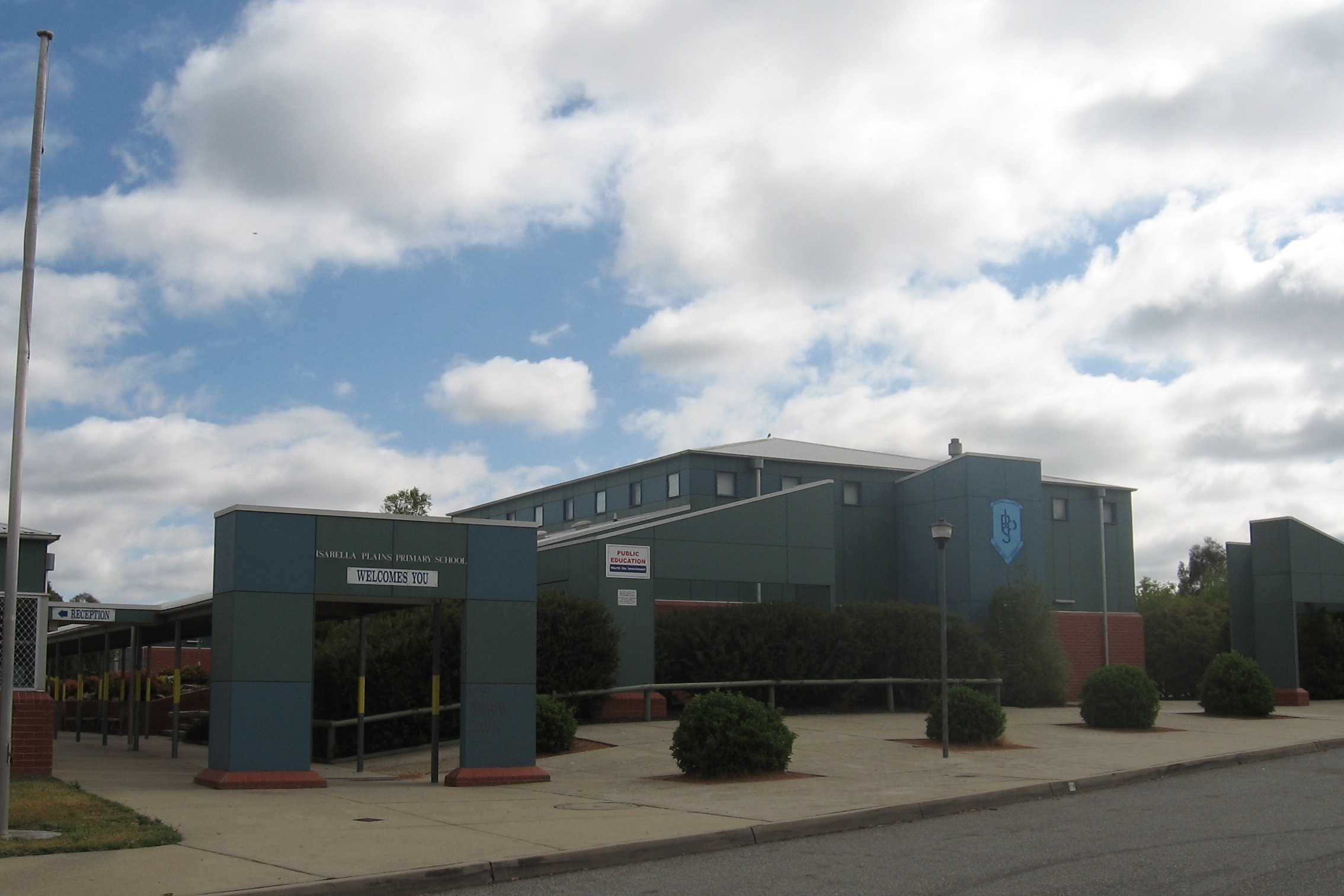
Isabella Plains, általános iskola

- Tuggeranong Presbyterian Church,.[7]
- Isabella Plains is in the Catholic parish of Corpus Christi, amely templom Gowrie-ban fekszik.

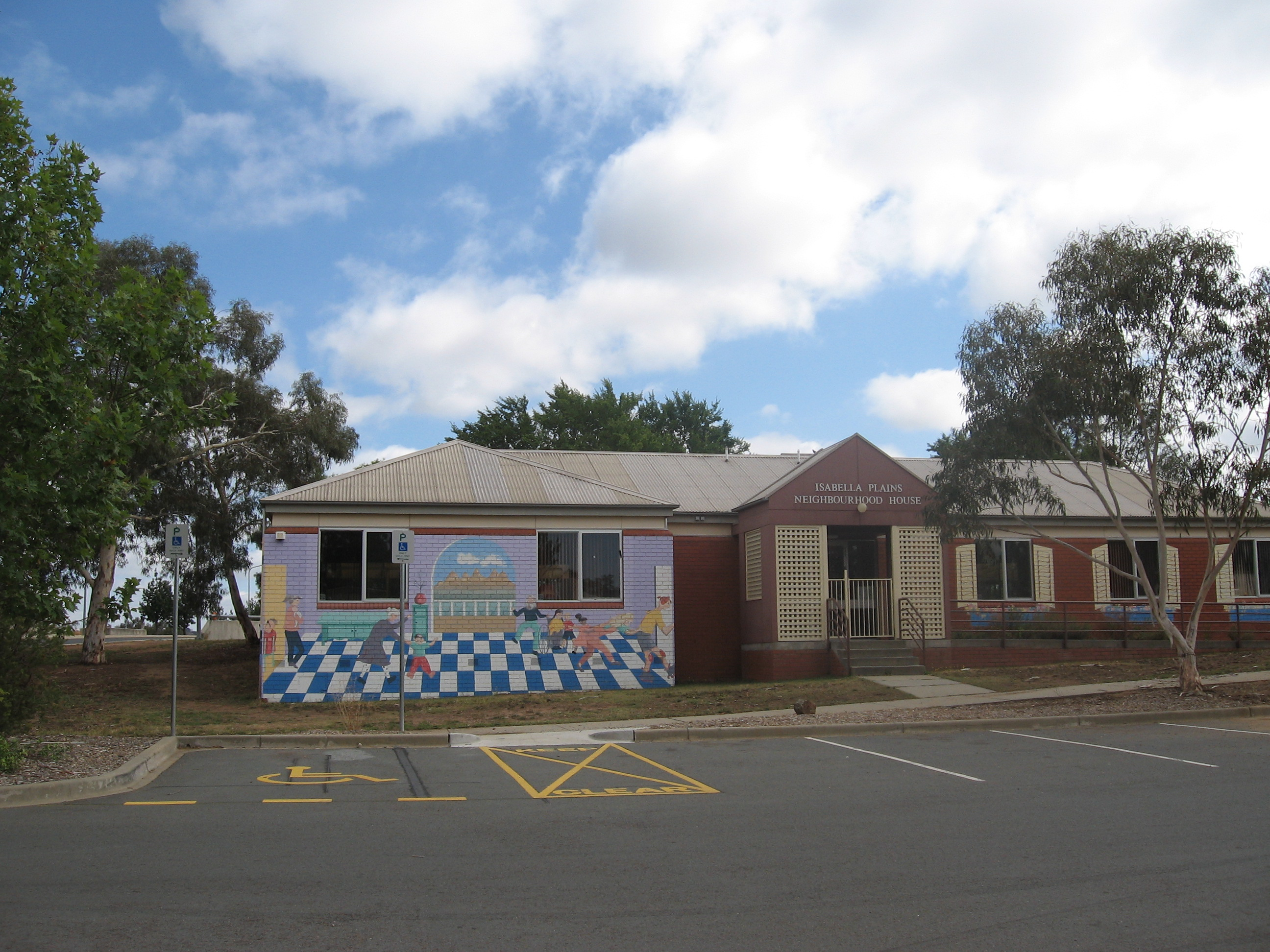
Az Isabella Plains Neighbourhood Centre, amely a boltok szomszédságában fekszik

## Földrajza
A Deakin vulkán sziluri időszakból maradt zöldesszürke riodácit rétegei lelhetőek fel ezen a területen.  Ezen kívül még találhatunk különböző színű és árnyalatú tufákat és homokkövet, valamint negyedidőszaki hordaléklerakódásokat.

## Fordítás
Ez a szócikk részben vagy egészben  az   Isabella plains, Australian Capital Territory című angol Wikipédia-szócikk ezen változatának fordításán alapul.  Az eredeti cikk szerkesztőit annak laptörténete sorolja fel. Ez a jelzés csupán a megfogalmazás eredetét és a szerzői jogokat jelzi, nem szolgál a cikkben szereplő információk forrásmegjelöléseként.